# جوش دوهامل
جوش دوهاميل (بالإنجليزية: Josh Duhamel)‏ ممثل أمريكي من مواليد 14 نوفمبر 1972، حاصل على جائزة الإيمي 2002 لأفضل ممثل في دور مساند عن مسلسل كل أطفالي. وكان من ابطال لاس فيغاس (مسلسل) وفيلم "transformers:2" الذي عُرض في عام 2009
وكذلك شارك الممثل جوش في مسلسل لاس فيغاس في دور الفتى داني الذي تلقى شهرته منه وأصبح محبوب الملايين

## أدواره في التلفزيون الأمريكي
- فان بوي وتشام تشام - أوز

## أدواره في السينما الأمريكية
- المتحولون - ويليام لينوكس
- المتحولون 2 - ويليام لينوكس
- المتحولون: آخر فارس

## وصلات خارجية
- جوش دوهامل على موقع IMDb (الإنجليزية)
- جوش دوهامل على موقع روتن توميتوز (الإنجليزية)
- جوش دوهامل على موقع ألو سيني (الفرنسية)
- جوش دوهامل على موقع ميوزك برينز (الإنجليزية)
- جوش دوهامل على موقع تيرنر كلاسيك موفيز (الإنجليزية)
- جوش دوهامل على موقع أول موفي (الإنجليزية)
- جوش دوهامل على موقع بوكس أوفيس موجو (الإنجليزية)
- جوش دوهامل على موقع إن إن دي بي (الإنجليزية)
- جوش دوهامل على موقع قاعدة بيانات الفيلم (الإنجليزية)
- جوش دوهامل على موقع كينوبويسك (الروسية)